# Schaken in Nederland in de 19e eeuw

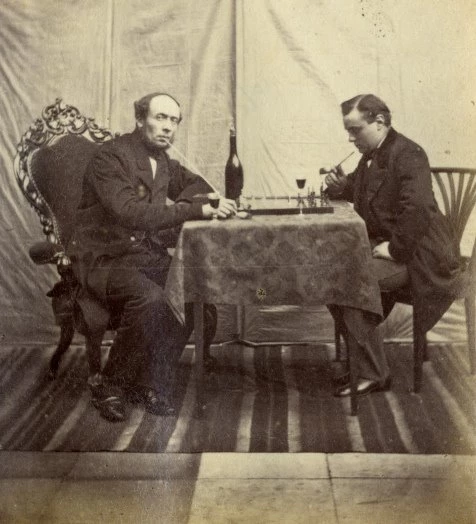
Mogelijk de oudste foto van Nederlandse bodem dat aan het schaakspel relateert: een zelfportret uit 1863-1864 van J.E. van Rheden, hoofdonderwijzer te Wijk bij Duurstede, schakend met een hulponderwijzer.

Schaken in Nederland in de 19e eeuw was een bezigheid dat zich ontwikkelde van een spel gespeeld door enkelen tot een erkende spelsport en daarmee de basis vormde van het moderne schaken zoals het heden in Nederland wordt gekend. De 19e eeuw was derhalve een belangrijke periode in de Nederlandse schaakgeschiedenis.
Terwijl in het buitenland reeds grote kampioenen rondliepen en daar de schaaksport al flink in de ontwikkeling was, was het in Nederland in het begin van de negentiende eeuw nog slechts een kunstzinnig spelletje dat voornamelijk door intellectuelen gespeeld werd. Gedurende de negentiende eeuw kwam de ontwikkeling van het spel echter in een versnelling waarbij het aantal beoefenaars van enkele tientallen tot honderden zou uitgroeien en schaakverenigingen als paddenstoelen uit de grond schoten.
Terwijl in 1851 in Londen het eerste internationale schaaktoernooi gehouden werd, volgde het eerste nationale schaaktoernooi in Nederland in 1858. Het bezoek van Adolf Anderssen in Nederland in 1861 was een volgende hoogtepunt. Dit bezoek maakte duidelijk dat het niet zo slecht gesteld was met het Nederlandse schaken, als dat men tot die tijd algemeen aannam. Maarten van 't Kruijs bijvoorbeeld speelde een aantal partijen tegen de beroemde meester die veel later nog in analyses van onder andere Alexander Aljechin terugkwamen. In 1873 werd de Nederlandse Schaakbond opgericht - thans de oudste schaakbond ter wereld - een mijlpaal waarmee het schaken in Nederland de status van een erkende spelsport werd bereikt. 
Tegen het einde van de 19e eeuw groeide het internationale aanzien van het Nederlandse schaken. Rudolf Loman presteerde goed in Engeland en hij speelde ook in Duitse toernooien. Benima speelde in 1883 te Londen en Van Lennep behaalde zijn meestertitel in Leipzig in 1894. De in Leiden woonachtige en voor Palamedes spelende Duitse arts Oppenheim won te Eisenach in 1896 een prijs en speelde samen met Dirk Bleijkmans in Keulen in 1898. In 1897 won Bleijkmans de voorronde van een toernooi in Berlijn. In 1899 speelde Esser in de reservegroep van het toernooi te Londen. Vanaf 1899 werd op initiatief van H.D.B. Meijer tot enkele jaren na de eeuwwisseling internationale wedstrijden georganiseerd met het idee aan de wereld te tonen dat Nederlanders niet bang waren met buitenlanders te spelen.

## Schakers
Blindschaken had in de negentiende eeuw nog nauwelijks zijn intrede in Nederland gedaan. De eerste spelers die dit kunstje op kleine schaal verstonden waren R. Heeren (Strijdt met Beleid, Nijmegen), Thomas Werndly (Pallas, Deventer), en Willem Verbeek (Sissa, Wijk bij Duurstede). Het was dan ook een spektakel en een primeur in Nederland toen Joost Pinedo in 1862 een demonstratie gaf met het blindschaken tegen zes tot tien borden tegelijkertijd. Hiermee was hij de eerste Nederlander die zich min of meer kon meten met het niveau van drie grote namen in de schaakwereld: Paul Morphy (die in 1858 met acht van Parijs' sterkste schakers speelde, met een score van +6=2), Louis Paulsen (die tegen tien borden tegelijkertijd kon blindschaken) en Joseph Blackburne (die zijn kost verdiende met blindsimultaanschaakdemonstraties, zoals hij ook in 1873 in Den Haag zou doen).
Tot de allersterkste schakers van de negentiende-eeuwse Nederlandse schaakwereld behoorden de voortijdig overleden Werndly, die in 1858 het eerste nationale schaaktoernooi in Nederland won, Messemaker en Van 't Kruijs. Laatstgenoemde werd anno 1861 door Anderssen tot een van de tien beste schakers beschouwd waar hij ooit mee gespeeld had. In dit rijtje hoort ook Charles Dupré, die lange tijd op het hoogste niveau meedeed. In de laatste kwart van de negentiende eeuw werden Messemaker, Van 't Kruijs, Dupré en de iets jongere Benima "de nestors van het Nederlandse schaken" genoemd. Zij wonnen allen minstens eenmaal de Nederlandse kampioenschap in de periode van 1873 1884, waarna aan hun dominantie een einde kwam. Een nieuwe generatie stond op onder leiding van Arnold van Foreest, die er met zijn spel voor zorgde dat Nederland tegen het einde van de negentiende eeuw qua niveau definitief aansloot met de internationale schaakwereld.
Hoewel het spel van de negentiende-eeuwse schaker schaak-theoretisch van weinig waarde was, zijn er een aantal aspecten uit die tijd die tot het schaakjargon behoren. Zo is er de Van 't Kruijs-opening, genoemd naar zijn Nederlandse uitvinder. Sommige ontwikkelingen op Nederlandse bodem zijn overigens onopgemerkt aan de buitenwacht voorbijgegaan. Was er bijvoorbeeld niet de roem van Kieseritzky, dan had de toen reeds door Oliphant ontwikkelde "grooten gambiet" niet het Kieseritzkygambiet moeten heten, maar had het genoemd moeten worden naar de oudste Nederlandse schaker die de negentiende eeuw heeft voortgebracht.

## Vrouwenschaak
De eerste damesschaakvereniging in Nederland dateert uit 1864, maar valt niet in goede bodem in een tijd waar vrouwenschaak in Nederland door de man verafschuwd werd. De vereniging heeft het niet lang volgehouden. De stof die het deed opwaaien zou echter voorbereidend werk zijn voor de definitieve introductie van het Nederlandse vrouwenschaak enkele decennia later.
In 1895 wordt tijdens het internationale toernooi van Hastings twee damesgroepen naast de mannenvelden geformeerd. Het eerste zuivere International Ladies Chess Congress vindt plaats in Londen in 1897. Dit is wellicht het signaal geweest om in Nederland een nieuwe poging tot het opzetten van vrouwenschaak te doen. Hierin was de weduwe Muller-Thijm uit Zutphen de drijvende kracht. Zij richtte in 1897 in Zutphen de damesschaakvereniging Door Oefening Vooruit (1897-1900) op.

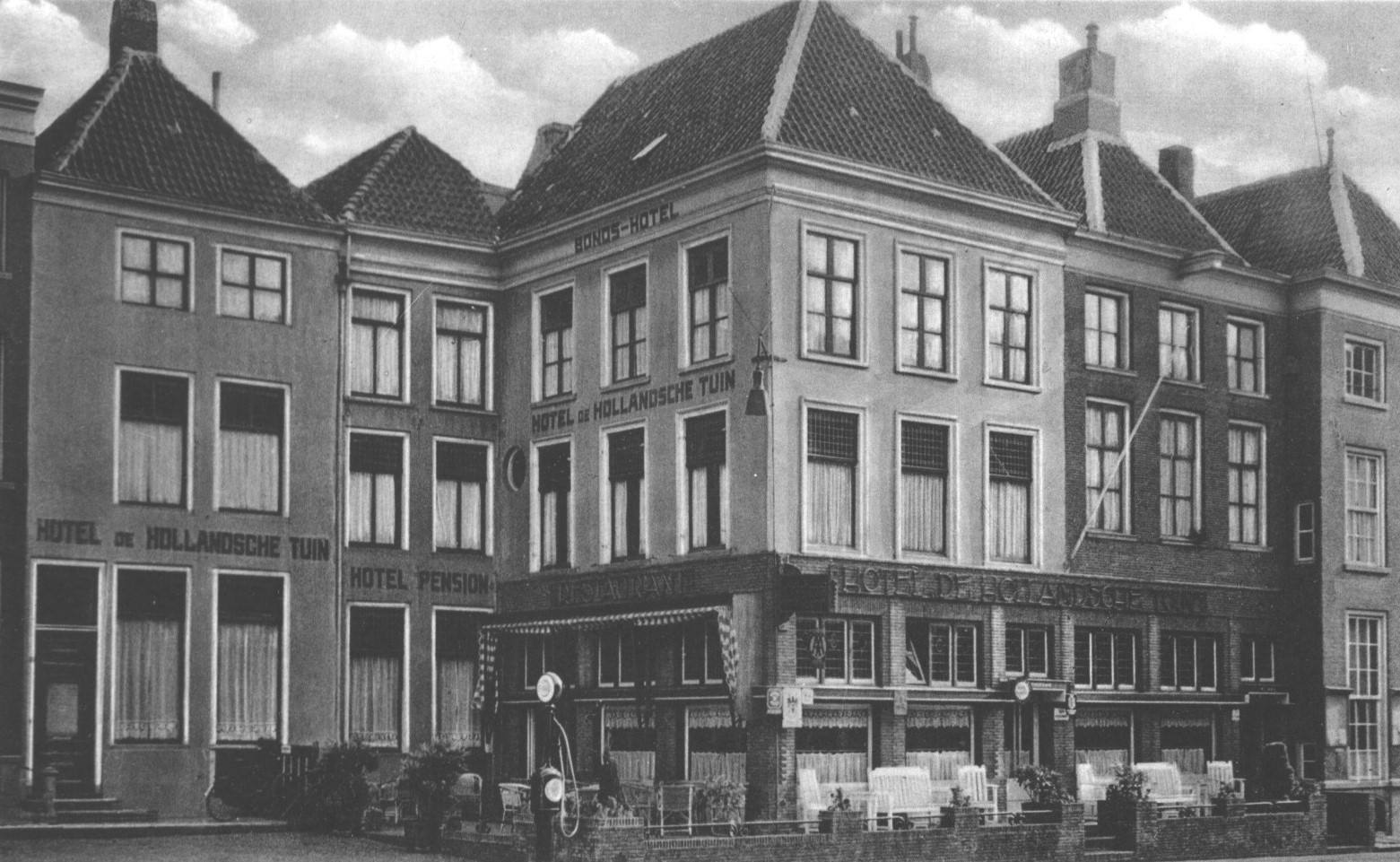
Hotel de Hollandsche Tuin anno 1914, thuisbasis van Door Oefening Vooruit.

De leden van Door Oefening Vooruit kwamen wekelijks bij elkaar bij Muller-Thijm thuis. Muller-Thijm kreeg uitgebreid de gelegenheid in diverse dagbladen en in het bondsblad het damesschaak te propageren. Het was niet zonder effect: alleen al in Zutphen steeg het aantal deelnemers na de publicaties binnen een jaar tijd van tien leden die wekelijks bij Muller-Thijm thuiskomen om zich in het schaakspel te bekwamen naar achttien deelnemers voor een onderling toernooi. Het aantal bleek zo groot dat men genoodzaakt was van Muller-Thijms huis naar het Hotel De Hollandsche Tuin in Zutphen te verhuizen.
Binnen korte tijd ontstaan er ook Damesschaakverenigingen in Utrecht ("Damesschaakvereeniging" (1897 - 1915), met steun van Schaakclub Utrecht), Groningen (onder leiding van Charlotte Koekebakker) en Den Haag.
In de zomer van 1898 werd in Den Haag de eerste nationale Dames-Schaakwedstrijd in Nederland gehouden. Muller-Thijm werd de winnaar en daarmee Nederlands eerste schaakkampioene. Hendrica Jansen, van de Utrechtse Damesschaakvereniging werd runner-up.
Ter viering van het vijfentwintigjarige bestaan van de Nederlandse schaakbond, werd datzelfde jaar ook een "Kleinen Jubileum-Wedstrijd" gespeeld in De Hollandsche Tuin. Deze werd gewonnen door J.H. Goud, Arnhem, gevolgd door mej. J.A. Willemsen, Zutphen, J.J. Kleinhoonte, Arnhem, B. Snatager, Zutphen en Muller-Thijm.

## Schaakverenigingen
De sportverenigingscultuur in Nederland is begonnen in de schaakwereld. De oudst bekende (gedocumenteerde) sportvereniging is de Haagsche Schaakgenootschap (1803-1808), hoewel gewag gemaakt wordt van ten minste een oudere schaakvereniging die reeds in 1798 was opgericht. Deze was vermoedelijk ook in Den Haag, maar er is over deze vereniging niet meer bekend dan dat deze zich het 'revolutionaire' doel had gesteld de benaming van schaakstukken te veranderen.
Tijdens het ontstaan van het schaakverenigingsleven in de negentiende eeuw was het een komen en gaan van schaakverenigingen. Slechts enkele verenigingen, al dan geen fusies, naamsveranderingen, teloorgangen en heroprichtingen ondergaande, hebben de moderne tijd gehaald. Onderstaande een lijst van deze verenigingen. Het zijn schaakverenigingen op Nederlandse bodem die voor 1900 zijn opgericht en/of die heden bestaan met historische wortels die reiken tot (diep) in de negentiende eeuw:
| Plaats             | Vereniging                                     | Jaren      | Opmerking                                                                               |  |
| ------------------ | ---------------------------------------------- | ---------- | --------------------------------------------------------------------------------------- |  |
| Amsterdam          | Amsterdamsche Schaakclub                       | 1886-1968  |                                                                                         |  |
| Amsterdam          | Philidor                                       | 1842-1856  |                                                                                         |  |
| Amsterdam          | Le Bourdonnais                                 | 1856-1878  |                                                                                         |  |
| Amstelveen         | Schaak- en damclub Zukertort Amstelveen        | 1884-      |                                                                                         |  |
| Leiden             | Leidsch Schaakgenootschap                      | 1895       |                                                                                         |  |
| Den Haag           | Damesschaakvereniging                          | 1864-?     | Eerst bekende damesschaakvereniging in Nederland                                        |  |
| Leiden             | S.G.Palamedes                                  | 1846-1946  | Eerste schaakvereniging in Leiden, in zijn laatste levensjaar de oudste van Nederland.  |  |
| Leiden             | Leidsch Studenten Schaak Gezelschap Morphy     | 1863-      | Continuiteit niet bewezen.                                                              |  |
| Leiden             | Morphy                                         | 1893-1901  | Opgericht door onder andere Jan Esser                                                   |  |
| Leiden             | Studentenschaakvereniging Alapin               | 1897-1901  | Opgericht door Jan Esser                                                                |  |
| Rotterdam          | Vermaak door Oefening                          | 1821-1877  | Vereniging waarin onder meer Dubois en Charles Dupré gespeeld hebben.                   |  |
| Rotterdam          | Nieuwe Rotterdamsche Schaakvereniging (NRSV)   | 1894-1965  | Fusie met Rotterdamsch Schaakgenootschap tot Nieuw Rotterdams Schaakgenootschap (NRSG). |  |
| Amersfoort         | S.G. Amersfoort                                | 1893-      |                                                                                         |  |
| Delft              | Delftsche Schaakclub                           | 1895-      |                                                                                         |  |
| Delft              | D.S.S.B.C. "Paris"                             | 1889-      |                                                                                         |  |
| Hilversum          | Hilversumsch Schaakgenootschap                 | 1887-      | Op twee na oudste schaakvereniging van Nederland die heden nog actief is                |  |
| Meeden             | Anderssen                                      | 1879       | Opgericht door Derk Roelof Mansholt                                                     |  |
| Utrecht            | Schaakclub Utrecht                             | 1886-2016  |                                                                                         |  |
| Rotterdam          | Schaakgezelschap                               | 1821-1859? |                                                                                         |  |
| Rotterdam          | Rotterdamsch Schaakgenootschap                 | 1862-1863  |                                                                                         |  |
| Rotterdam          | Vermaak door Oefening                          | 1821-1977  |                                                                                         |  |
| Rotterdam          | Schaakclub Prudentia                           | 1895-1900  |                                                                                         |  |
| Rotterdam          | De Bramien                                     | 1850-?     |                                                                                         |  |
| Rotterdam          | De Pion                                        | 1850-?     |                                                                                         |  |
| Bolsward           | Westergoo                                      | 1886-1900  |                                                                                         |  |
| Deventer           | Pallas                                         | 1849-      | Heroprichting na 1920                                                                   |  |
| Wijk bij Duurstede | Sissa                                          | 1844-1865  |                                                                                         |  |
| Nijmegen           | Strijdt met Beleid (SMB)                       | 1848-      | Heroprichting in 1907                                                                   |  |
| Groningen          | S.G. Staunton                                  | 1871-      | Door fusie heropgericht in 1984                                                         |  |
| Groningen          | Ludendo Studemus                               | 1863-?     | Laatst heropgericht in 1919.                                                            |  |
| Kampen             | Oefening en Ontspanning                        | 1849-1868  |                                                                                         |  |
| Winschoten         | Schaakclub Van der Linde                       | 1874-      | Laatst heropgericht in 1929.                                                            |  |
| Leeuwarden         | Koninklijke Schaakclub Philidor 1847           | 1847-      |                                                                                         |  |
| Amsterdam          | Vereenigd Amsterdamsch Schaakgenootschap (VAS) | 1878-      |                                                                                         |  |
| Gouda              | Messemaker 1847                                | 1847-      | Diverse heroprichtingen, naamsveranderingen, fusies                                     |  |
| Doesburg           | Doesborghsche Schaakgenootschap                | 1873-      | Op een na oudste schaakvereniging van Nederland die heden nog actief is                 |  |
| Utrecht            | Damesschaakvereeniging                         | 1897-1915  |                                                                                         |  |
| Zutphen            | Door oefening vooruit                          | 1897-?     |                                                                                         |  |
| Den Haag           | Discendo Discimus                              | 1852-      | Oudste schaakvereniging van Nederland die heden nog actief is                           |  |
| Den Haag           | Haagsche Schaakgenootschap                     | 1803-1808  | Oudst bekende schaakvereniging van Nederland                                            |  |

Hoewel deze verenigingen in de meeste gevallen inderdaad kunnen bogen op een lange en rijke geschiedenis, zijn claims van "oudste schaakvereniging van Nederland" of "een van de oudste schaakverenigingen van Nederland" in de meeste gevallen gebaseerd op precies deze historische lijnen, maar ontbreekt de continuïteit. Zich baserend op de continuïteit van de verenigingsnaam en statuten vanaf de datum van eerste oprichting, geeft Scholten in zijn gedegen onderzoek van 1999 kortsluiting over welke huidige verenigingen werkelijk tot de oudste van Nederland gerekend kunnen worden.
Scholten had daarbij op de derde plek Schaakclub Utrecht, die opgericht was op 5 oktober 1886. Deze vereniging was echter in 2016 gefuseerd met Schaakclub Oud Zuylen. De nieuwe vereniging, Oud Zuylen Utrecht, kan weliswaar bogen op een lange historie, maar valt dus niet in de categorie van oudste verenigingen van Nederland. Aangepast naar de situatie anno 2021 is de lijst van onbetwiste oudste nog actieve schaakverenigingen van Nederland als volgt:
1. Discendo Discimus, Den Haag: 29 december 1852.
2. Doesborghsche Schaakgenootschap, Doesburg: 11 mei 1873.
3. Hilversumsch Schaakgenootschap, Hilversum: 28 september 1887.

## Publicaties

### Media

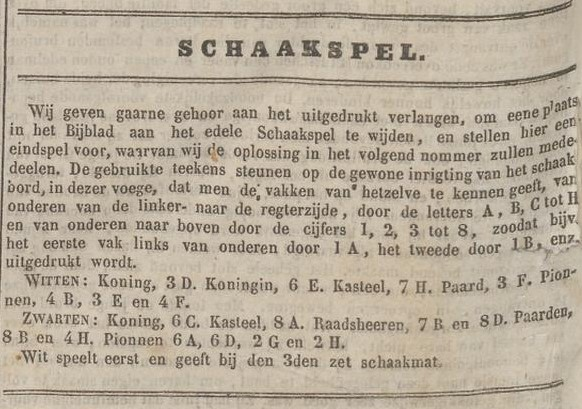
Een schaakpuzzel in het Algemeen Handelsblad van 23 november 1846. De oplossing zit in de noot.

Na veelvuldig verzoek begon het Algemeen Handelsblad eind 1846 als eerste Nederlandse krant met een wekelijkse schaakpuzzel in de weekendbijlage. De eerste drie puzzels waren tekstueel, maar vanaf de vierde puzzel werden diagrammen gebruikt. Mogelijk dat de belangstelling voor het spel de eerste poging getriggerd heeft tot het maken van de Nederlandse schaaktijdschrift dat geheel aan het schaken toegewijd was: in 1847 werd De Nederlandsche Palamedes opgericht. Het bleek echter niet in de smaak te vallen en het bleef bij de uitgave van een enkele nummer.
Ondanks het risico dat kennelijk kleefde aan het oprichten van een tijdschrift dat zich uitsluitend op het schaken richtte, volgde spoedig na de poging met Palamedes een ander initiatief: het schaaktijdschrift Sissa (1847-1874) werd opgericht en ondanks moeilijkheden in de beginjaren hield deze stand. Het werd het eerste langdurig uitgegeven Nederlandse schaaktijdschrift, en wel hoofdzakelijk door een man, de oprichter en hoofdredacteur Willem Verbeek. Het tijdschrift werd in zijn laatste jaar de eerste orgaan van de Nederlandse schaakbond. In retrospect blijkt Sissa een goudmijn te zijn voor informatie over het schaken in het negentiende-eeuwse Nederland.
Na Sissa volgden met tussenpozen De Schaakwereld (1875) met als hoofdredacteur Van der Linde en Morphy (1885-1887), onder redactie van Joost Pinedo Jr. Na jarenlange problemen betreffende het bondsorgaan kwam in 1893 het Tijdschrift van den Nederlandschen Schaakbond uit. Dit tijdschrift, ondanks enkele naamsveranderingen, bestaat nog altijd.

### Schaakliteratuur
Jacob Campo Weyermans 18e-eeuwse Een vertoog over 't schaakspel is mogelijk de oudste Nederlandse verhandeling over het schaken. Hierop volgde in 1789 Elias Steins Nouvel essai sur le Jeu des Echecs, avec des reflexions militaires à ce jeu. Drie jaar later volgde de door Philip Julius van Zuylen van Nijevelts in het Frans geschreven Supériorité aux Echecs, mise a la portée de tout le monde, een verhandeling over het schaakspel. Hij was de eerste Nederlander die een boek over schaken schreef. Beide boeken werden later naar het Nederlands vertaald. Terwijl Steins boek nog vele malen herdrukt werd in de 19e eeuw, vond Van Zuylen Nijevelts werk maar weinig aftrek in Nederland.
In 1861 publiceerde Willem Verbeek De Hollandsche schaakspeler – een zakboek voor schaakspelers, vermoedelijk het eerste boek over het moderne schaken in de originele Nederlandse taal. Vanuit historisch oogpunt mogelijk het waardevolste boekwerk over het schaakspel dat op Nederlandse bodem verscheen was echter Antonius van der Lindes Het schaakspel in Nederland uit 1875, een voortvloeisel van zijn internationaal gewaardeerde Geschichte und Litteratur des Schachspiels, dat een jaar eerder in Berlijn was uitgegeven.

## 19e-eeuwse schaakterminologie
Schaakterminologie heeft zich tot heden geëvolueerd. Hierbij een lijstje van oude termen zoals die in 19e-eeuwse schaakliteratuur te vinden zijn:
| Huidige term            | 19e-eeuwse term   |
| ----------------------- | ----------------- |
| Aftrekschaak            | Geopend schaak    |
| Best of three minimatch | Robber            |
| Blindschaak             | Geheugenschaak    |
| Eeuwig schaak           | Aanhoudend schaak |
| Loper                   | Raadsheer         |
| Offeren                 | Sacrifieren       |
| Opgeven                 | Abandonneren      |
| Probleemschaak          | Kunstspel         |
| Promoveren              | Op dam komen      |
| Toernooi                | Wedstrijd         |
| Toren                   | Kasteel           |

## Fotogalerij
's Werelds oudste schaakgerelateerde foto(-serie) dateert van de 1840er jaren en is gemaakt door de Britse fotograaf Henry Fox Talbot. De foto met de schakende tantes van Lewis Carroll uit 1858 is mogelijk de oudstbekende foto met schakende vrouwen. De oudste foto waarin een koppel zich in het spel verdiept komt ook uit Engeland en dateert van 1860.

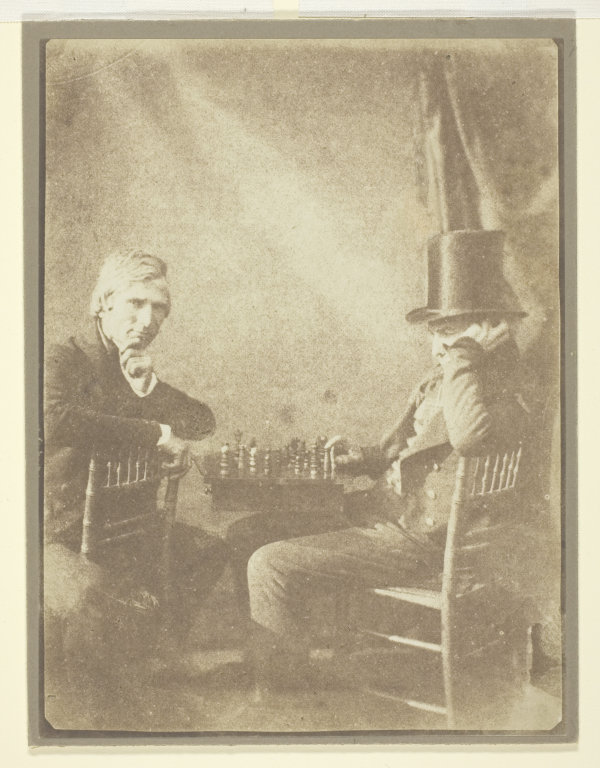
Oudste schaakgerelateerde foto ter wereld
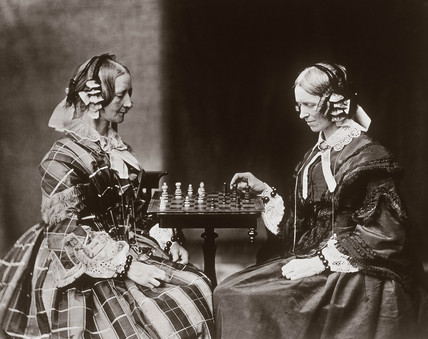
Schakende tantes van Lewis Carroll (1858, Engeland)
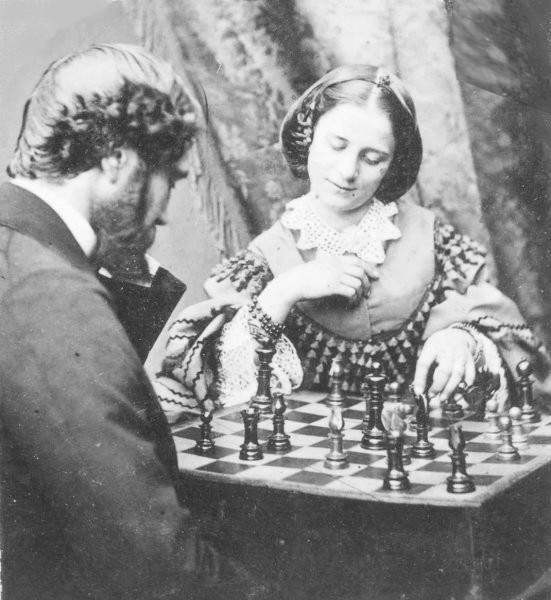
Schaakpartij (1860, Engeland).

De oudst bekende schaakgerelateerde foto's van Nederlandse bodem volgden daar kort op:

Foto's van het Nederlandse schaken in de 19e-eeuw.
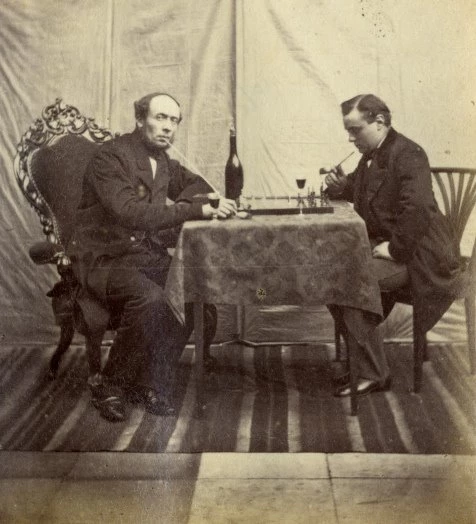
1863-1864: Zelfportret van J.E. van Rheden, hoofdonderwijzer te Wijk bij Duurstede, schakende met een hulpdocent. De oudste schaakgerelateerde foto van Nederland en mogelijk de oudste schaakgerelateerde 3D-foto ter wereld.
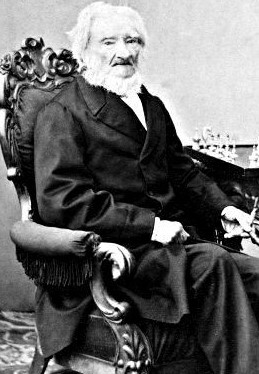
1866: Naret Oliphant, een jaar voor zijn overlijden, de oudste Nederlandse schaker die de 19e eeuw voortgebracht heeft.
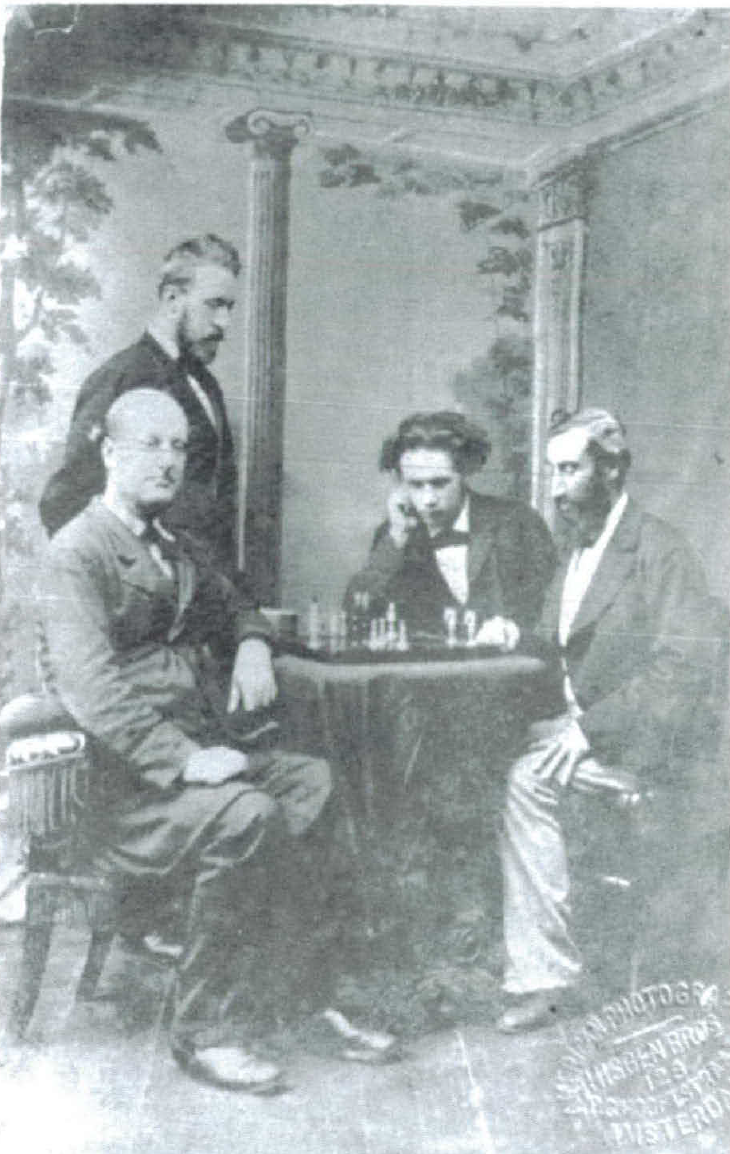
1880: Schaaktafereeltje in het VAS, waarin Pinedo (rechts) in overleg met Rudolf Loman tegen Henry Bird (links) speelt. G. Mohr kijkt toe.
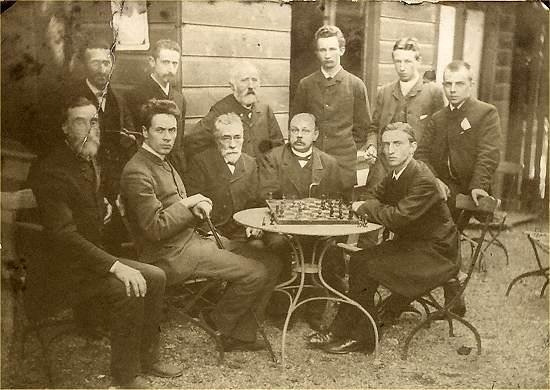
1887: Bondswedstrijd te Amsterdam. Staand v.l.n.r.: Benima, Süssholz, Veraart, Tresling, Olland, Anton van Foreest. Zittend v.l.n.r.: Pinedo, Loman, Tinholt, Rothe, Dirk van Foreest.
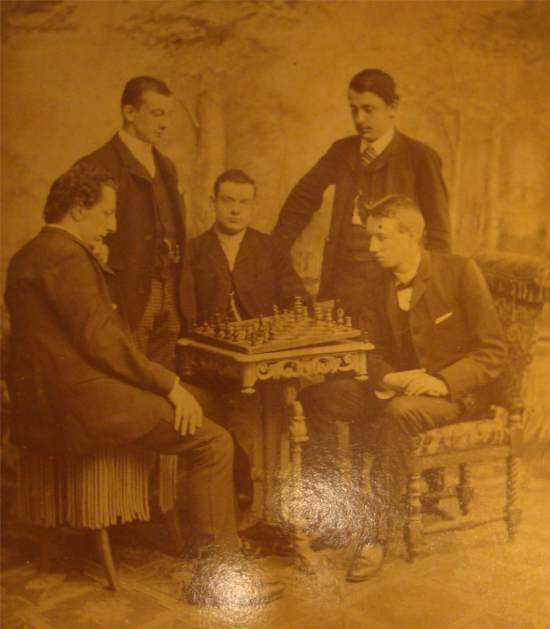
ca.1890: Partijtje schaak van Adolf Olland (rechts)
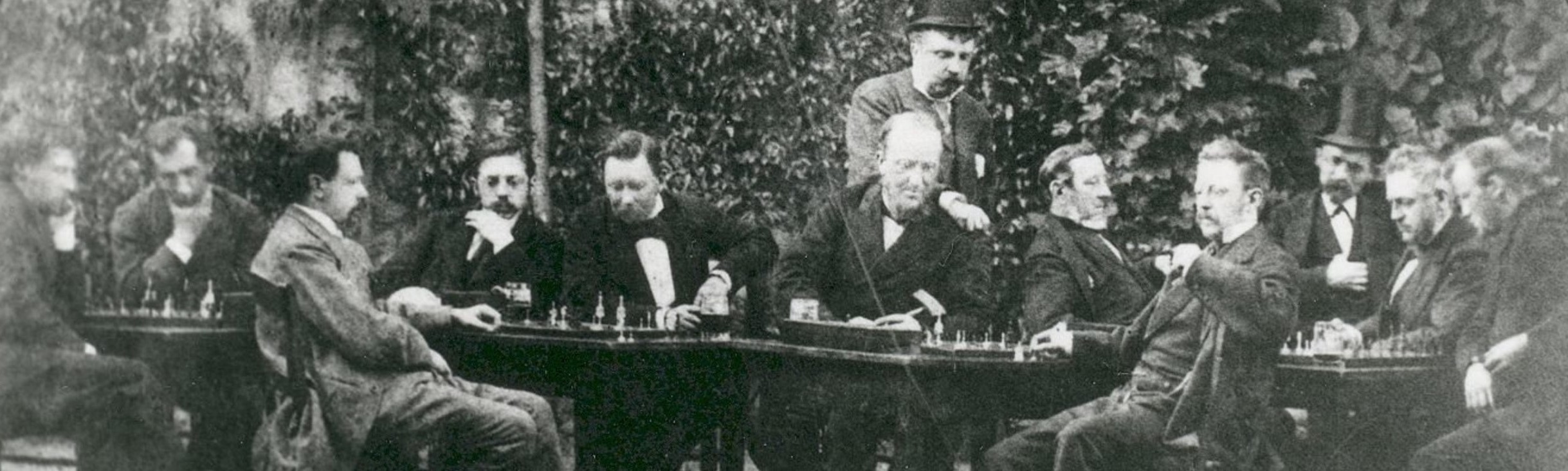
1895-1900: Schaakcollege Philidor (het huidige Philidor 1847) te Leeuwarden
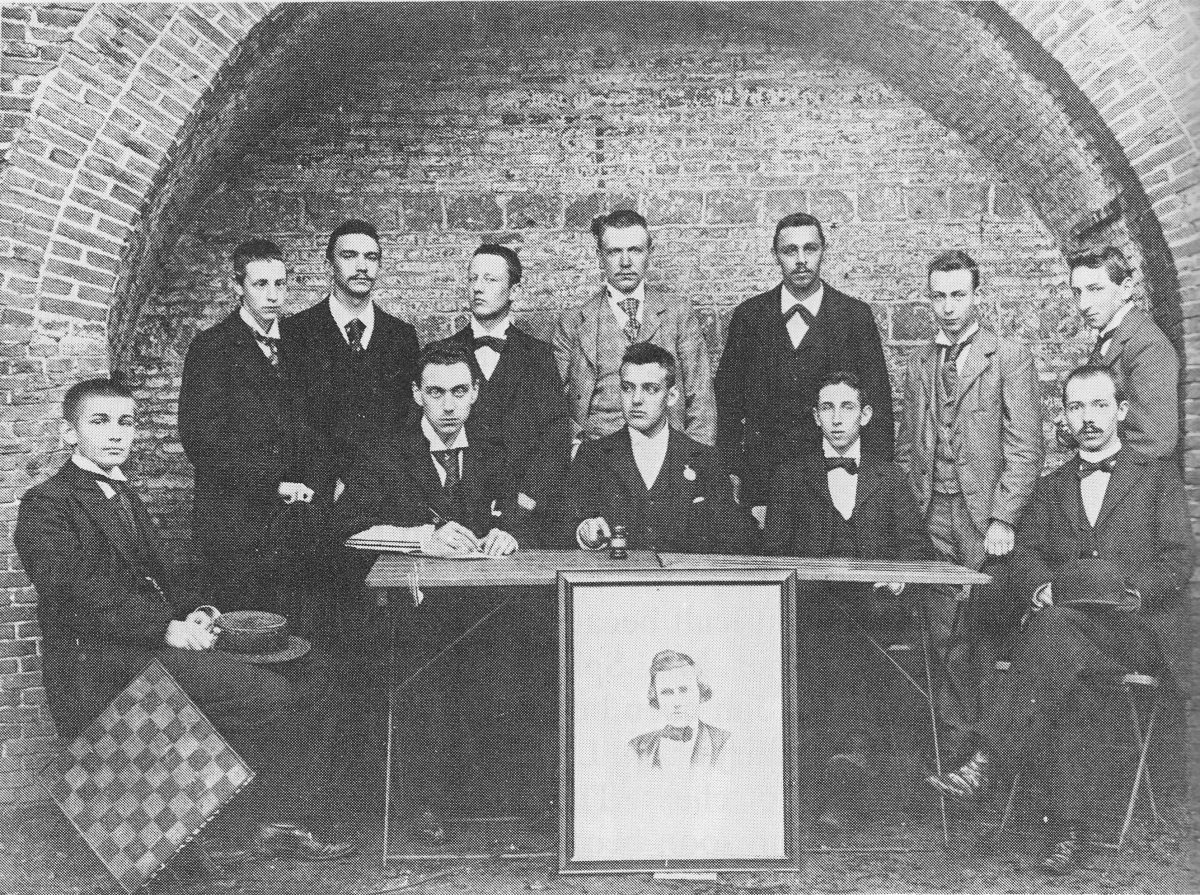
1896: Morphy, Leiden
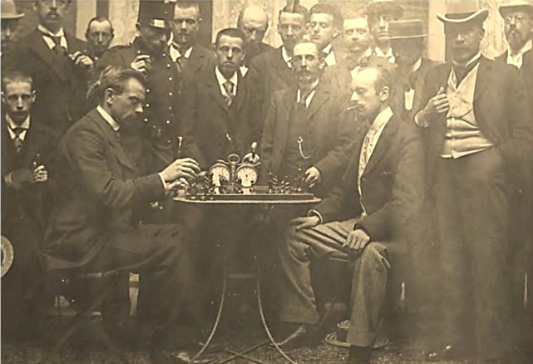
1896: Bondswedstrijd, Leiden. Partij tussen de broers Gouwentak, met direct achter het bord de broers D. en A. Bleijkmans.
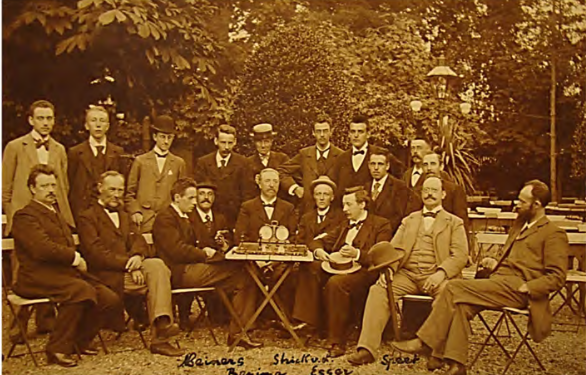
1897: Bondswedstrijd, Utrecht. Staand v.l.n.r.: Van der Meulen, Leussen, onbekend, Meiners, Benima, Strick van Linschoten, Esser, D.Bleijkmans, Speet, A. Bleijkmans. Zittend v.l.n.r.: E. Wieling, N. Westendorp Boerma, Loman, onbekend, H.B. van Rhijn, H.D.B. Meijer, Olland, Ten Tusschedé, onbekend.
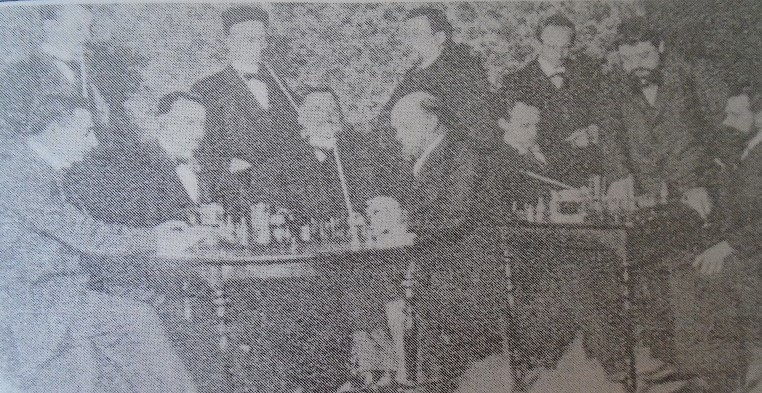
>1897: Schaakcollege Philidor (het huidige Philidor 1847): Zittend, van links naar rechts: Dr. E. Schreuder, W. Pik, F.K. Posthumus, F. Bokma, H.F.T. Ringnalda en J.C. Beekhuis. Staand, van links naar rechts: F. Bakker, A, Meijer, J.J. van Rijn, D. Keestra en C. Halbertsma.
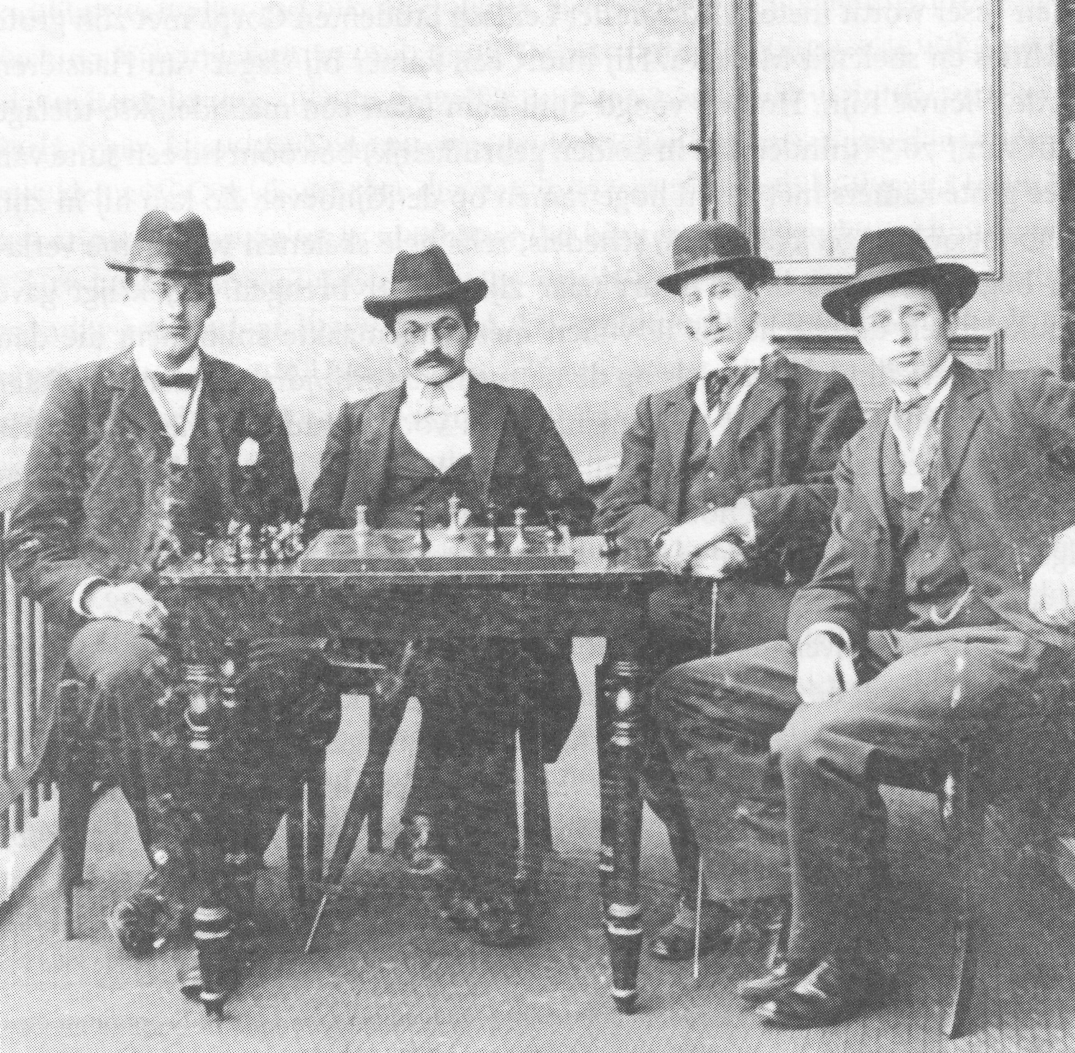
1898: Studentenschaakclub Alapin, Leiden. Van links naar rechts: ?, Emanuel Lasker (te gast bij de vereniging), Jan Esser (voorzitter vereniging), ?
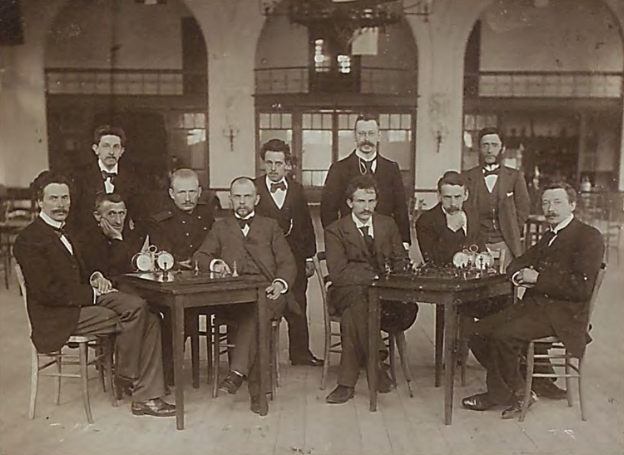
1898: Bondswedstrijd, Den Haag. v.l.n.r.: Loman, Moquette, Benima, Te Kolsté, A.van Foreest, D.Bleijkmans, Tresling, Heemskerk, Meiners, van den Berg, Olland.
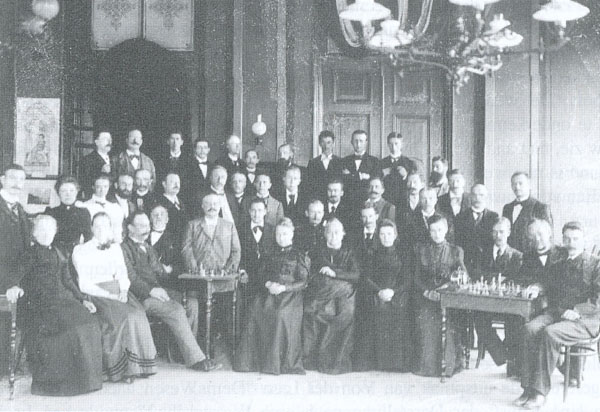
1899: Bondswedstrijd, Amsterdam. Van de dames moeten zich hier C.A.E. Muller-Thijm (67), Hendrica Jansen (43), Suze Splinter (21), A. Koekebakker en Charlotte Koekebakker (28) bevinden.